# Seznam grobišč žrtev povojnih pobojev v Sloveniji
Seznam grobišč žrtev povojnih pobojev v Sloveniji je seznam množičnih grobišč žrtev povojnih pobojev (maj/avgust 1945), ki jih je  priznalo in evidentiralo pristojno državno telo oziroma organ. Po trenutnih podatkih je topografsko določenih več kot 500 večjih in manjših grobišč.

## Seznam celjskih grobišč (30)
- Evidentirano grobišče št. 0 : Območje spominskega parka Teharje, ki zajema odlagališče trdnih odpadkov in odpadne sadre Cinkarne Celje in zahodni del komunalnega odlagališča
- Evidentirano grobišče št. 1 : Bežigrad-Gaje-Čret (celoten industrijski predel Celja - objekti Cinkarne, Emo, odstavni železniški tiri, itd))
- Evidentirano grobišče št. 2 : Mlinarjev Janez (trgovski objekt na Teharski cesti)
- Evidentirano grobišče št. 5 : Selce-razdelilna transformatorska postaja (med 2. in 3. daljnovodom)
- Evidentirano grobišče št. 6 : Mestno pokopališče Mirna pot (zraven pokopališča)
- Evidentirano grobišče št. 3 : Zgornja Hudinja-Nova vas (dve stanovanjski naselji, zaklonišče in hrib Golovec s sejmiščem - ter silosi, tovarna Žična, park osnovne šole Hudinja, itd)
- Evidentirano grobišče št. 4 : Košnica (grobišče, označeno s križem - zraven naselja privatnih hiš)
- Evidentirano grobišče št. 7 : Tumova ulica (kompletna ulica v Šmarjeti, naprej od Hudinje)
- Evidentirano grobišče št. 8 : Tudrež
- Evidentirano grobišče št. 9 : Babno (umetno zamočvirjena melišča zraven naselja Lava)
- Evidentirano grobišče št. 10 : Socka
- Evidentirano grobišče št. 11 : Zgornje selo
- Evidentirano grobišče št. 12 : Trnovlje pri Socki
- Evidentirano grobišče št. 13 : Čatrova hosta
- Evidentirano grobišče št. 14 : Sončni park (travnik med stanovanjskima naseljema Lava in Dolgo polje - 200 Nemcev, postreljenih kot strelske tarče)
- Evidentirano grobišče št. 15 : Bezovica
- Evidentirano grobišče št. 16 : Vojnik-pokopališče (ob zidu pokopališča in pod parkiriščem)
- Evidentirano grobišče št. 17 : Višnja vas
- Evidentirano grobišče št. 18 : Šmarjeta-Hmezad (trgovski objekt)
- Evidentirano grobišče št. 19 : Slovenijales-Medlog (trgovski objekt)
- Evidentirano grobišče št. 20 : Medlog-Lipovškov travnik (blizu naselja Lava)
- Evidentirano grobišče št. 21 : Vojnik-hmeljišče
- Evidentirano grobišče št. 22 : Vojnik pod gozdom
- Evidentirano grobišče št. 23 : Lindek-pod gradom
- Evidentirano grobišče št. 24 : Bukovje
- Evidentirano grobišče št. 25 : Rakova steza-nad Stražo
- Evidentirano grobišče št. 26 : Rakova steza-Stražica
- Evidentirano grobišče št. 27 : Kozjek
- Evidentirano grobišče št. 28 : Mestni park (Celjski mestni park ob Savinji)
- Evidentirano grobišče št. 29 : Na gričku-Petriček

Iz Odloka o zavarovanju in začasnem urejanju grobišč in grobov vojnih in povojnih žrtev na območju občine Celje, ki ga je skupščina občine Celje sprejela 19.2.1993, je razvidno, da je bilo na območju celjske občine ugotovljenih 30 grobišč (do takrat).
Opuščen rudnik Pečovnik ni na seznamu. Prav tako ne območje vrtnarije Medlog, območje letališča Levec in še veliko tega.
Na seznamu tudi ni grobišča povojnih pobojev na Ravnici pri Lancovem v občini Radovljica, kjer je zakopanih več sto žrtev (po pričevanjih med njimi tudi najmanj dvesto otrok,žensk, starcev in vojakov, pripeljanih iz Vetrinja). V tem grobišču naj ne bi bilo Slovencev (kar zelo verjetno ne drži), marveč Hrvati, Srbi ali banatski Nemci (omenjeni niso nemški vojaki, ki so zelo verjetno bili). 